# Santa Teresa d'Avila (församling)
Santa Teresa d'Avila är en församling i Roms stift.
Till församlingen Santa Teresa d'Avila hör följande kyrkobyggnader:
- Santa Teresa d'Avila
- Santa Maria Immacolata a Villa Borghese
- Santa Maria Regina dei Cuori